# Grégory Cottard
Grégory Cottard (né le 28 mai 1978) est un cavalier français, spécialiste du saut d'obstacles. Il est connu pour sa défense du bien-être du cheval de sport, passant par un allègement des équipements.

## Biographie
Il apprend à monter à poney avec son oncle, et décide de devenir cavalier professionnel à l'âge de 16 ans. Formé par Michel Berthier, il remporte ses premières victoires internationales en 2010. 
Durant l'été 2018, alors qu'il cherche un bon cheval de sport, Cottard découvre la jument Bibici. L'année suivante, il se tourne vers une équitation allégée en équipements et artifices (muserolle et martingale) ; il développe cette approche avec Bibici. Il participe pour la première fois aux championnats du monde de saut d'obstacles à Herning au Danemark en juillet 2022, avec cette jument.
Il remporte le Jumping international de Bordeaux en février 2023 avec sa jument Cocaïne du Val, montée sans martingale ni muserolle,. Il termine sixième et meilleur Français avec Bibici au Jumping international de La Baule en juin 2023. Il témoigne alors de sa bonne évolution vers le plus haut niveau de sa discipline deux ans après avoir banni les enrênements et les artifices sur ses chevaux. Cette particularité fait de lui un cavalier atypique parmi l'équipe de France de saut d'obstacles. En septembre 2023, il remporte le Grand Prix d'Ascona, en Suisse.
Non-retenu pour participer au Grand Prix d'Equita'Lyon en novembre 2023, il témoigne dans Libération ne pas avoir été retenu par la Fédération française d'équitation en dépit de ses excellents résultats, mais espère sa sélection aux Jeux olympiques d'été de 2024.

## Engagements sociétaux
Grégory Cottard se défend d'être un militant ou un porte-parole du bien-être animal, et témoigne d'avoir reçu des menaces à la suite de son engagement personnel en faveur du bien-être du cheval de sport.